# Hiệp hội bóng đá Bahrain
Hiệp hội bóng đá Bahrain (BFA) (tiếng Ả Rập: الاتحاد البحريني لكرة القد) là tổ chức quản lý, điều hành các hoạt động bóng đá ở Bahrain. BFA quản lý đội tuyển bóng đá quốc gia Bahrain, tổ chức các giải bóng đá như giải vô địch bóng đá Bahrain, cúp bóng đá Bahrain,.... BFA là thành viên của cả Liên đoàn bóng đá thế giới (FIFA), Liên đoàn bóng đá châu Á (AFC) và Liên đoàn bóng đá Tây Á (WAFF).
Chủ tịch của Hiệp hội bóng đá Bahrain hiện nay là ông Shaikh Salman bin Ibrahim Al-Khalifa.